# Ignacy Jakub Massalski
Ignacy Jakub Massalski (ur. w 1727, zm. w 1794) – biskup wileński (od 1762), pisarz wielki litewski w latach 1748–1754, duchowny referendarz wielki litewski w latach 1754–1762, konsyliarz z Senatu w konfederacji targowickiej, członek konfederacji grodzieńskiej w 1793, konsyliarz Rady Nieustającej w 1775, członek Komisji Edukacji Narodowej w latach 1773–1792, kanclerz Akademii i Uniwersytetu Wileńskiego Towarzystwa Jezusowego od 1761 roku.

## Życiorys
Ignacy Jakub Massalski herbu Masalski Książę III urodzony (22 lipca 1727 w Olekszycach niedaleko Grodna, był synem Michała Józefa i bratem Adriana Józefa.
W 1752 roku uczęszczał do Collegium Nobilium jezuitów w Wilnie. W latach 1755–1762 Massalscy i Czartoryscy (używając protekcji rosyjskiej) starali się o uzyskanie dla Ignacego koadiutorii wileńskiej przy Michale Zienkowiczu.
Jako działacz polityczny i religijny Wielkiego Księstwa Litewskiego, fizjokrata, mecenas nauki i sztuki, patronował Wawrzyńcowi Gucewiczowi, i Franciszkowi Smuglewiczowi. Jego staraniami została przebudowana w stylu klasycystycznym katedra wileńska. W 1762 został odznaczony Orderem Orła Białego.
W 1764 był członkiem konfederacji Wielkiego Księstwa Litewskiego, podpisał elekcję Stanisława Augusta Poniatowskiego, podpisał jego pacta conventa. W 1766 został wyznaczony senatorem rezydentem.
Członek konfederacji 1773 roku, podpisał się na pierwszym zniszczonym egzemplarzu aktu konfederacji, następnie 16 kwietnia 1773 roku złożył przyrzeczenie (sponsję), że podpisze ponownie konfederację. Na Sejmie Rozbiorowym 1773-1775 wszedł w skład delegacji wyłonionej pod naciskiem dyplomatów trzech państw rozbiorczych, mającej przeprowadzić rozbiór, został prezesem Komisji Rozdawniczej Litewskiej, ustanowionej dla likwidacji majątku skasowanego zakonu jezuitów. 18 września 1773 podpisał traktaty cesji przez Rzeczpospolitą Obojga Narodów ziem zagarniętych przez Rosję, Prusy i Austrię w I rozbiorze Polski. Członek konfederacji Andrzeja Mokronowskiego w 1776.
W latach 1773–1776 jako przewodniczący Komisji Edukacji Narodowej był „bohaterem” największej afery finansowej w dziejach polskiej edukacji, za co jedynie utracił stanowisko przewodniczącego KEN. Członek Departamentu Policji Rady Nieustającej w 1777. Był członkiem konfederacji Sejmu Czteroletniego. Sędzia sejmowy z Senatu z Prowincji Wielkiego Księstwa Litewskiego w 1791 roku. Był też czołowym stronnikiem Rosji, zwalczał dzieło Sejmu Czteroletniego, za co pobierał stałą roczną pensję od posła Rosji, Jakoba Sieversa. Figurował na liście posłów i senatorów posła rosyjskiego Jakowa Bułhakowa w 1792, która zawierała zestawienie osób, na które Rosjanie mogą liczyć przy rekonfederacji i obaleniu dzieła 3 maja. Był członkiem Rady Nieustającej, przystąpił do konfederacji targowickiej. Na sejmie grodzieńskim w 1793 roku został mianowany przez króla Stanisława Augusta Poniatowskiego członkiem deputacji do traktowania z posłem rosyjskim Jakobem Sieversem. 22 lipca 1793 podpisał traktat cesji przez Rzeczpospolitą ziem zagarniętych przez Rosję a 25 września cesji ziem zagarniętych przez Prusy w II rozbiorze Polski.
W 1794 podczas insurekcji warszawskiej na rozkaz Tadeusza Kościuszki aresztowany i uwięziony. Jako targowiczanin uznany za zdrajcę, został 28 czerwca 1794 powieszony przez lud w Warszawie.